# Dragomán Pál
Dragomán Pál (Székelyudvarhely, 1914. február 14. – Szombathely, 1993. március 2.) muzeológus, földrajzi szakíró. Fia, Pál fogorvos unokája György, író, műfordító. Dédunokája Gábor tanuló, műfordító

## Életútja
Az erdélyi örmény Dragomán család leszármazottja. 
Szülővárosában és a kolozsvári egyetemen tanult, földrajztanári képesítést szerzett, s tízévi tanárkodás után 1949-től nyugalomba vonulásáig a marosvásárhelyi megyei múzeum igazgatója volt. Tanulmányai a múzeumszervezés köréből román nyelvű múzeumi évkönyvekben és értesítőkben kaptak helyet. A Sepsiszentgyörgyi Tartományi Múzeum Évkönyve 1879-1954 hasábjain közölt tanulmánya, A marosvásárhelyi mammutlelet különlenyomatként is megjelent (Marosvásárhely, 1955).